# La partida de go
La partida de go (en hangul, 승부; en hanja, 勝負; romanización revisada, Seungbu; literalmente, «La partida») es una película surcoreana, escrita por Kim Hyung-joo y Yoon Jong-bin, dirigida por el primero, y protagonizada por Lee Byung-hun y Yoo Ah-in. Está basada en la historia real de la relación maestro-discípulo entre los jugadores de go Cho Hun-hyun y Lee Chang-ho. Se estrenó en Corea del Sur el 26 de marzo de 2025, y en Netflix el 7 de mayo.

## Sinopsis
La película está ambientada en las décadas de 1980 y 1990 y recoge la historia real de la relación entre dos de los más famosos jugadores de go surcoreanos. Cho Hun-hyun es un campeón de go que descubre a Lee Chang-ho, un muchacho talentoso pero inexperto, en una competición para aficionados. Pese a sus dudas, intenta convertirlo en jugador profesional. Ambos conviven como maestro y discípulo durante años, y se enfrentan en centenares de partidas. Con el tiempo, Lee se rebela contra sus enseñanzas y acaban convirtiéndose en rivales.

## Reparto
- Lee Byung-hun como Cho Hun-hyun.[1][2][3]
- Yoo Ah-in como Lee Chang-ho.[4]
  - Kim Kang-hoon como Lee Chang-ho de adolescente.[5][6]
- Ko Chang-seok como Cheon Seung-pil, jugador de go y periodista.[7][8]
- Hyun Bong-sik como Lee Yong-gak, jugador de go.[7][9]
- Moon Jeong-hee como Jung Mi-hwa, la esposa de Cho Hun-yun.[10]
- Jo Woo-jin como Nam Ki-cheol, un feroz rival de Cho.[7]
- Kim Kang-hoon.
- Jung Min-joon.
- Jang Ji-yong.
- Kim I-san como Eun Chang Gi-bae.
- Yang Seung-ho como el soldado en la estación de autobuses.
- Goo Min-hyuk como un espectador.

## Producción
La partida de go es una colaboración entre Kim Hyung-joo y Yoon Jong-bin. Ambos son coautores del guion, el primero además se ocupó de la dirección y el segundo de la producción a través de su compañía MoonLight Film. Kim, que dirige su segundo largometraje después de The Sheriff in Town, declaró acerca del motivo por el que eligió este tema: «al principio, me interesó la historia del "niño prodigio del go", pero a medida que continué investigando, legué a pensar que el maestro también era increíble. Decidí dibujar la relación entre el maestro que lo perdió todo por su alumno y el alumno que creció superando a su maestro [...] Es una historia de vida más que una historia de go».
El director Kim Hyung-joo justificó de este modo la elección de Lee Byung-hun como protagonista: «el personaje de Jo Hoon-hyun tiene una amplia gama de emociones, pero como la mayor parte de la actuación tuvo que hacerse frente a un tablero de Go, pensé que el actor Lee Byung-hun, que tiene un estilo de actuación diferente, debería hacerlo, y la productora no tuvo objeciones». El actor, por su parte, confesó que no sabía nada sobre el go y que no sentía interés por este juego, pero que tras leer el guion se decidió al instante: «incluso si no eres aficionado al go, puedes disfrutar de este increíble drama. Yo también quedé enganchado».
En octubre de 2020 se unió al reparto Yoo Ah-in, y se comunicó que la versión infantil del personaje de Lee Chang-ho sería interpretada por Kim Kang-hoon. Al mes siguiente se anunció asimismo la incorporación de Moon Jung-hee.
El rodaje comenzó entre noviembre y diciembre de 2020, según anunció Lee Byung-hun, que pudo descansar menos de dos meses tras el final del rodaje de Emergency Declaration. Al principio se filmó en el antiguo edificio de oficinas del condado de Ulju, y concluyo el 3 de abril de 2021 en Ulsan. También se localizaron algunas escenas en Busan. La película estaba en posproducción en enero de 2022.

### Controversias y aplazamiento del estreno
El 16 de diciembre de 2022 Netflix anunció el lanzamiento mundial de La partida de go para el año sucesivo.
En febrero de 2023 se hizo público que el actor Yoo Ah-in, quien interpreta al jugador Lee Chang-ho en la película, estaba siendo investigado por la policía por cargos de uso habitual de propofol. Por este motivo, muchos aficionados de go temían que este incidente dañara la reputación de Lee Chang-ho y pidieron a Netflix que pospusiera el estreno de la película indefinidamente hasta que la investigación policial demostrara la inocencia de Yoo Ah-in. Sucedió en realidad lo contrario, de modo que el actor fue hallado culpable y condenado a prisión, lo que afectó a la distribución de la película, cuyo estreno se pospuso de modo indefinido.
En diciembre de 2023 se publicó que Netflix estaba negociando con Acemakers Movie Works acerca de la película, y circuló el rumor de que dejaría la plataforma para estrenarse en salas de cine. En diciembre de 2024 aún no se había establecido la fecha del estreno, pero las compañías productoras, distribuidoras y multicines estaban negociando para que fuera en el primer semestre de 2025; por tanto, ya ciertamente en cine y no en plataforma audiovisual. Finalmente  Bypoem Studio anunció el 17 de febrero de 2025 que se había fijado para el 26 de marzo, tras una espera de alrededor de dos años con respecto a las previsiones iniciales. Con ocasión de la presentación a la prensa pocos días antes del mismo, el director Kim Hyung-joo aseguró que tras el incidente con Yoo Ah-in no se había editado ninguna de sus escenas: «creo que es correcto mostrar la película a quienes visiten el cine como estaba planeada originalmente». Siendo una historia sobre la relación entre dos personas, eliminar a una de ellas la habría mutilado gravemente. En todo caso, y aunque Yoo Ah-in había sido puesto en libertad condicional en febrero, se acordó que no asistiría a ningún acto promocional, ni aparecería en los avances ni fotogramas para la prensa.

### Promoción
La producción se presentó el 7 de marzo de 2025 en el centro comercial CGV Yongsan I-Park en Seúl, con la asistencia del director y de algunos de los protagonistas, entre los que no estaba Yoo Ah-in. El director insistió durante la misma en que no se habían eliminado las escenas en las que este participaba. En un avance lanzado el 19 de febrero, no obstante esto, se podía ver al personaje de Yoo solamente de espaldas, mientras jugaba a go con su rival.
El 12 de marzo el equipo de producción lanzó tres carteles del personaje de Lee Byung-hun en solitario, así como un vídeo de producción con escenas tomadas durante el rodaje. Al día siguiente anunció que los miembros del reparto saludarían desde el escenario al público en salas de cine, tanto de Seúl como de otras ciudades, durante las tres semanas sucesivas al día del estreno, y proporcionó el calendario completo. Un día después distribuyó una sesión fotográfica con los personajes principales (Lee Byung-hun, Ko Chang-seok, Hyun Bong-sik, Moon Jung-hee y Jo Woo-jin, excluido Yoo Ah-in).

## Premios y candidaturas
| Año  | Premios                | Categoría             | Candidato                    | Resultado | Ref.          |
| ---- | ---------------------- | --------------------- | ---------------------------- | --------- | ------------- |
| 2025 | Premios Baeksang Arts  | Mejor actor (cine)    | Lee Byung-hun                | Nominado  | [ 20 ]        |
| 2025 | Premios Baeksang Arts  | Mejor guion           | Kim Hyung-joo, Yoon Jong-bin | Nominado  | [ 20 ]        |
| 2025 | Premios Director's Cut | Mejor director (cine) | Kim Hyung-joo                | Nominado  | [ 21 ] [ 22 ] |
| 2025 | Premios Director's Cut | Mejor guion (cine)    | Kim Hyung-joo, Yoon Jong-bin | Nominado  | [ 21 ] [ 22 ] |
| 2025 | Premios Director's Cut | Mejor actor (cine)    | Yoo Ah-in                    | Nominado  | [ 21 ] [ 22 ] |
| 2025 | Premios Director's Cut | Mejor actor (cine)    | Lee Byung-hun                | Ganador   | [ 21 ] [ 22 ] |